# Джельмини, Мариастелла
Мариастелла Джельмини (итал. Mariastella Gelmini; род. 1 июля 1973, Лено, провинция Брешиа, Ломбардия) — итальянский юрист и политик, министр образования, университетов и научных исследований в четвёртом правительстве Берлускони (2008—2011). Министр без портфеля по делам регионов и автономий (2021—2022)

## Биография

### Ранние годы
Родилась 1 июля 1973 года в Лено. Два года училась в лицее Манина в Кремоне, некоторое время — в лицее Багатта в Дезенцано-дель-Гарда и завершила среднее образование в частном религиозном лицее «Аричи». Впоследствии окончила университет Брешии, получив 100 баллов из 110 и защитив дипломную работу «Референдум по региональной инициативе». Выдержала экзамен на допуск в коллегию адвокатов в Реджо-ди-Калабрия, проходила практику там же и в Брешии.

### Политическая карьера
Активно участвовала в создании партии Берлускони Вперёд, Италия (по свидетельствам очевидцев, в 1994 году посвящала партийной работе два дня в неделю). В 1998 году избрана при поддержке партии «Вперёд, Италия» председателем коммунального совета Дезенцано-дель-Гарда, в 2000 году лишена должности. В 2002 году вошла в администрацию провинции Брешиа в должности асессора по земельным вопросам, в 2004 году стала там же асессором по сельскому хозяйству. С 2002 по 2007 год оставалась депутатом коммунального совета Дезенцано-дель-Гарда, в 2005 году избрана по спискам «Вперёд, Италия» в региональный совет Ломбардии и сохраняла мандат до 2006 года. В 2005 году стала партийным координатором в Ломбардии, в 2006 году избрана по партийным спискам в Палату депутатов, в 2008 году переизбрана, а в 2013 избрана по спискам новой объединённой правоцентристской партии Берлускони — Народ свободы.
С 8 мая 2008 по 16 ноября 2011 года являлась министром образования, университетов и научных исследований в четвёртом правительстве Берлускони.
29 октября 2008 года Сенат принял в окончательном чтении законопроект Джельмини о реформе системы образования (закон 169/2008). Одним из его положений стала более сложная процедура утверждения неудовлетворительной оценки на выпускном экзамене из начальной школьной ступени с целью ограничить такую меру только исключительными обстоятельствами.
Данный закон и серия других нормативных актов, регламентирующих вопросы системы образования, принятые в период нахождения Джельмини во главе министерства, получили в прессе общее наименование «реформа Джельмини». В апреле 2013 года региональный административный суд Лацио принял решение об отмене ряда норм данной реформы, касающихся среднего специального образования. В частности, признано незаконным распределение часов преподавания различных предметов, установленное Джельмини в обход избираемого Национального совета общественного образования.
28 марта 2018 года избрана лидером фракции возрождённой «Вперёд, Италия» в Палате депутатов.
13 февраля 2021 года принесло присягу правительство Драги, в котором Джельмини была назначена министром без портфеля по делам регионов и автономий.
20 июля 2022 года объявила о выходе из партии «Вперёд, Италия!», не согласившись с отказом партии голосовать за доверие правительству Драги.
25 сентября 2022 года победила на парламентских выборах в Сенат Италии от 1-го многомандатного округа Тосканы по списку блока партий Действие и Италия Вива.
22 октября 2022 года было сформировано правительство Мелони, в котором Джельмини не получила никакого назначения.

## Личная жизнь
Брат Мариастеллы Джельмини Джузеппе — вице-мэр города Мильцано, где ту же самую должность ранее занимал их отец. Сестра — Чинция — как и их мать, учительница начальной школы, но, кроме того, ещё и профсоюзная активистка, состоит во Всеобщей итальянской конфедерации труда. Мариастелла Джельмини замужем за предпринимателем Джорджо Пателли, у них есть дочь Эмма (род. 2010).
Любимые исполнители — Васко Росси и Адриано Челентано. В 2011 году в издательстве Mondadori опубликована книга сказок Мариастеллы Джельмини «Quando diventerai grande» («Когда ты станешь большим»).